# Oscar Tornegård
Oscar Sigfrid Tornegård (i riksdagen kallad Andersson i Torngård), född 24 maj 1889 i Gräsgårds församling, Kalmar län, död där 25 november 1960, var en svensk lantbrukare och politiker i Bondeförbundet.
Tornegård var ledamot av riksdagens andra kammare mandatperioden 1937–1940, invald i Kalmar läns valkrets. Han skrev 18 egna motioner i riksdagen främst om jordbruk och om lokala spörsmål, bl a Ölandsbron.